# Chironemus
Chironemus är ett släkte av fiskar. Chironemus ingår i familjen Chironemidae.
Arterna förekommer i södra Stilla havet kring Australien, Nya Zeeland och Chile. De når en maximallängd av 40 cm.
Chironemus är enda släktet i familjen Chironemidae.
Arter enligt Catalogue of Life:
- Chironemus bicornis
- Chironemus delfini
- Chironemus georgianus
- Chironemus maculosus
- Chironemus marmoratus
- Chironemus microlepis